# إتش تي سي ون في
هاتف HTC One V بنظام أندرويد هاتف ذكي مصنع من شركة إتش تي سي.

## روابط خارجية
- مواصفات HTC One V